# 詐欺の子
『詐欺の子』（さぎのこ）は、NHK名古屋放送局制作によりNHK総合テレビの「NHKスペシャル」で2019年3月23日の21時から22時30分に放送された日本のテレビドラマ。特殊詐欺を題材に、格差社会が生み出した詐欺に手を染める若者たち・「詐欺の子」の姿を、複数の事件の実話を基にドキュメントを交えて描く。主演は中村蒼。第56回ギャラクシー賞テレビ部門奨励賞、第45回放送文化基金賞番組部門テレビドラマ番組最優秀賞、東京ドラマアウォード2019単発ドラマ部門優秀賞受賞作。
未放送シーンを追加し再編集した110分拡大版の『詐欺の子 特別編』が、NHK BSプレミアムにて2019年5月18日の23時45分から翌1時35分に放送された。

## 製作
2003年頃から始まった振り込め詐欺は15年を経て1日あたりの被害額が1億円を越え、特殊詐欺で逮捕された未成年者数が過去最多となる中、詐欺事件が減らない背景に存在する詐欺グループに捨て駒のように利用される犯罪意識のほとんどない未成年の少年たちに着目し、振り込め詐欺に手を染める若者たちの実態を描いた本作が構想された。全国10か所以上の少年院や、元「かけ子」の男性、元組織のトップのといった人たちから特殊詐欺の実態を取材し、2016年に実際に起きた名古屋市内の中学生が逮捕された事件などを基に作の高田亮を交えて構想を練り上げ、1年以上かけて制作された。
撮影は2019年1月8日にクランクインし、名古屋市内ならびに近郊でロケが行われた。リアリティにこだわり、一部のシーンは実際の事件現場にて撮影された。当初はドラマのみで企画されていたが、実際に発生した事件を基にしているにもかかわらず現実とは信じられないような実態があったったことから、ドキュメントパートで実際に発生した事実を描き、ドラマパートで関係者の心情を描いて一体化させることによりリアリティを持たせることとなった。
ビジュアルには、「詐欺の末端にいる若者たちもまた、何者かに騙され、操られており、使い捨てにされる」とのメッセージを込めて17世紀フランスの画家ジョルジュ・ド・ラ・トゥールの代表作『ダイヤのエースを持ついかさま師』の構図をオマージュとして採用し、ロゴカラーには「裏切りの色」とされる黄色を用いている。

## あらすじ
2019年、東海地方に住む一人暮らしの小山田光代のもとに娘を名乗る女から電話がかかり、過去に振り込め詐欺でだまされた経験をある光代は警察に通報して、現れた14歳の「受け子」・三浦和人の逮捕に協力する。
幼なじみの「かけ子」・嘉川大輔と「見張り」・遠山元宏の2人は詐欺が「老人の『死に金』を社会に還元する義挙」であると信じ込み、巧みな話術から未成年の「受け子」たちを送り込んでは荒稼ぎを繰り返していたが、和人の逮捕を契機に取調べから遠山が逮捕される。大輔は2人の様子を伺うため裁判所の法廷へ傍聴に出向き、証人として現れた光代の証言から、過去に自分が行った詐欺により金銭のみならず家族の絆や生命までも奪われ、その後も苦しむ被害者の実情を知る事となる。

## 登場人物

### 詐欺グループ
嘉川大輔（かがわ だいすけ）〈23〉
演 - 中村蒼
「かけ子」のリーダー。貧困のシングルマザー家庭に育った不良上がりで、稼いだ金を母に仕送りする。
遠山元宏（とおやま もとひろ）〈23〉
演 - 長村航希
「送迎・見張り」。「受け子」を送迎し金を回収する車の運転手。大輔の親友。17歳で「受け子」となる。
田島玲奈（たじま れいな）〈17〉
演 - 髙橋ひかる
「受け子」。身元不明の家出少女で、遠山の車に乗り転々とする。
三浦和人（みうら かずと）〈14〉
演 - 渡邉蒼
「受け子」。中学2年生。一般的な家庭に育ち、罪の意識がないまま「受け子」となり遠山の車に乗る。
池谷敏行（いけたに としゆき）〈36〉
演 - 濱津隆之
詐欺グループのオーナー。表向きは不動産業を営む。若者たちを巧みな言葉で洗脳し詐欺の世界に誘う。
板倉学
演 - 奥田洋平
詐欺グループの弁護士。

### その他
嘉川春美（かがわ はるみ）〈49〉
演 - 坂井真紀
大輔の母。シングルマザー。離婚した夫の暴力により足が不自由である。
河北孝一（かわきた こういち）〈65〉
演 - イッセー尾形
遠山の国選弁護人。詐欺に関わった多数の若者の弁護に携わる。
小山田光代（おやまだ みつよ）〈72〉
演 - 桃井かおり
振り込め詐欺の被害に遭った経験があり、だまされたふりを続けて和人の逮捕に協力する。
- 小倉一郎、青山倫子、村杉蝉之介、多田木亮佑、みのすけ、鉄平、三宅民夫、篠原鋭一

## スタッフ
- 作 - 高田亮
- 音楽 - 勝井祐二、mouse on the keys
- 取材協力 - 鈴木大介
- 演出 - 川上剛
- 制作統括 - 吉永証、東野真
- 制作 - NHK名古屋放送局

## 受賞歴
- ギャラクシー賞
  - 2019年3月度 月間賞[16]
  - 第56回（2018年度） テレビ部門 奨励賞[5]
- 第45回放送文化基金賞[17]
  - 番組部門 テレビドラマ番組 最優秀賞[6]
  - 番組部門 演技賞（桃井かおり）[18]
  - 番組部門 脚本賞（高田亮）
- 東京ドラマアウォード2019 単発ドラマ部門 優秀賞[7][19]

## 関連商品
CD
- 勝井祐二 × mouse on the keys『NHKスペシャル ドラマ「詐欺の子」オリジナル・サウンドトラック』（2019年10月2日、SPACE SHOWER MUSIC、PECF-3245）

## 関連書籍
- 鈴木大介『老人喰い 高齢者を狙う詐欺の正体』（2015年2月、ちくま新書）[21]